# Callyspongia doorae
Callyspongia doorae är en svampdjursart som först beskrevs av Brøndsted 1934.  Callyspongia doorae ingår i släktet Callyspongia och familjen Callyspongiidae. Inga underarter finns listade i Catalogue of Life.